# Kingep
Kingep, najveća i najznačajnija plemenska skupina Kiowa Indijanaca. Ime im dolazi od Kiñep =  'big shields' . Svoje šatore u kružnom logoru, što započinje na istoku a zatvara se na jugu, postavljali su između Kiowa (Kaigwu) i Semata (Kiowa Apache).

## Vanjske poveznice
- Kansas Indian Tribes